# Cyclosorus friesii
Cyclosorus friesii är en kärrbräkenväxtart som först beskrevs av Guido Georg Wilhelm Brause, och fick sitt nu gällande namn av Mazumdar och Mukhop. Cyclosorus friesii ingår i släktet Cyclosorus och familjen Thelypteridaceae. Inga underarter finns listade.